# Katsukarē

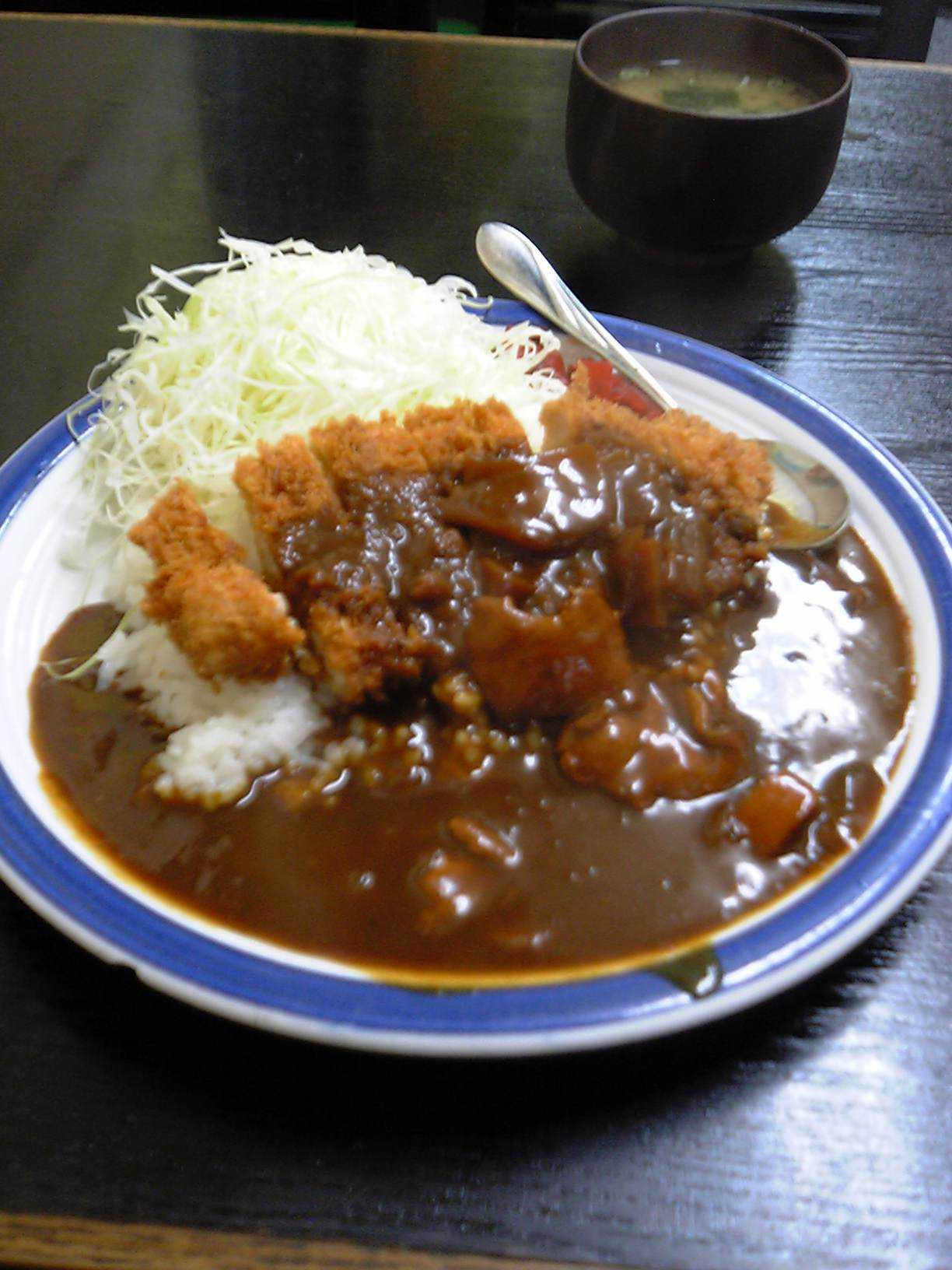
Katsukarē (Curry con chuleta frita).

El katsukarē (del japonés カツカレー, a su vez derivado del inglés cutlet and curry) es un plato japonés que se sirve en un plato ancho y se come con cuchara o tenedor. Consiste en una base de arroz japonés (más conocido como arroz de grano gordo, característico por su gran tamaño y textura pegajosa) junto a una ración de curry (カレー) caliente. Ambos ingredientes son coronados por una ración de carne de cerdo carne empanada cortada en tiras llamado tonkatsu (en japonés 豚カツ) para evitar la necesidad de usar cuchillo.
Es un plato fuerte que consiste en una comida completa. Se acompaña con agua pura bien fría y a veces con sopa de miso. En Japón existen cadenas de restaurantes (como Champion Curry), algunos de comida rápida, que se centran en este plato como su única entrada en el menú, sirviendo variaciones con diferentes carnes o variaciones de curry.